# Fête de la tulipe

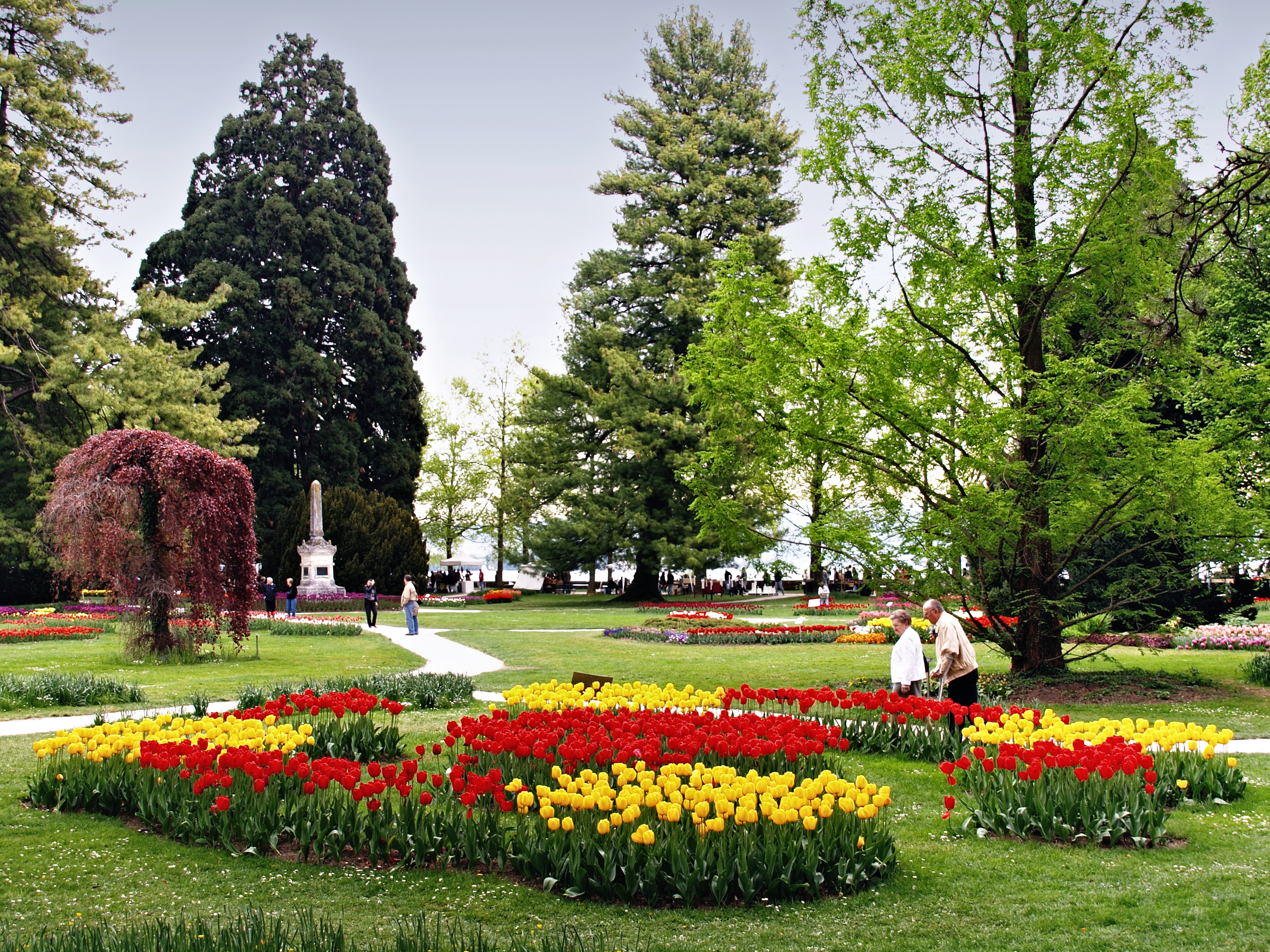
Fête de la tulipe, 2009

La fête de la tulipe est une manifestation traditionnelle qui se déroule chaque année dans la ville vaudoise de Morges, en Suisse.

## Histoire et déroulement
La manifestation, dont l'entrée est libre, est organisée chaque année dans le parc de l’Indépendance, situé derrière le château. Elle présente, sur 30 000 m2, de nombreux types de tulipes et d'autres fleurs printanières plantées par les apprentis-horticulteurs du Centre d'enseignement professionnel de Morges. Cette tradition a été lancée en 1971 pour marquer le 50e anniversaire de la société vaudoise d'horticulture section du Léman et était alors prévue pour une année seulement ; ce sont les commerçants et la société de développement locale qui ont convaincu les autorités de la renouveler d'année en année.
En 2012, ce sont ainsi 150 000 tulipes, narcisses et jacinthes de 250 variétés différentes qui ont été présentées au public pendant un mois et demi.